# Clarissa Dickson Wright
Clarissa Dickson Wright (nom de naissance complet : Clarissa Theresa Philomena Aileen Mary Josephine Agnes Elsie Trilby Louise Esmerelda Dickson Wright), née le 24 juin 1947 et morte le 15 mars 2014, est une cuisinière, animatrice de télévision, écrivaine, femme d'affaires et avocate anglaise.  Elle est surtout connue comme l'une des Two Fat Ladies (en), un programme télévisé de cuisine qu'elle anime avec Jennifer Paterson (en). Elle est arbitre de cricket accréditée et l'une des deux seules femmes à intégrer la Worshipful Company of Butchers (en). 

## Enfance et éducation
Clarissa Dickson Wright est née à St John's Wood, Londres. Elle est la plus jeune de quatre enfants,. Son père, Arthur Dickson Wright,, est un chirurgien de la famille royale et sa mère, Aileen Mary Bath, est une héritière australienne. Elle affirme plus tard que son père était alcoolique et a soumis sa femme et ses enfants à des violences verbales et physiques.  
À onze ans, Wright est envoyée au couvent du Sacré-Cœur, une école indépendante pour filles dans la ville côtière de Hove dans le Sussex, puis au couvent du Sacré-Cœur de Woldingham. Wright obtient ensuite un diplôme de droit à l'University College de Londres, et a entrepris son apprentissage pour devenir avocate à Gray's Inn,.   

## Carrière

### Début de carrière
Dickson Wright est admise au barreau en 1970. Plus tard, elle affirme que cela s'était produit quand elle avait 21 ans et qu'elle était la plus jeune femme jamais admise au barreau ; cette information est fausse et elle avait 23 ans,. Après que sa mère est décédée d'une crise cardiaque en 1975, elle hérite de 2,8 millions de livres sterling. La mort de sa mère, combinée quelques années plus tard avec celle de son père, la fait sombrer dans la dépression et dans douze ans d'alcoolisme.  
En 1979, Dickson Wright s'occupe de la nourriture dans un club de boisson à St James's Place à Londres. Pendant son séjour là-bas, elle rencontre Clive (que son nom de famille elle jamais ait en mentionné), lui aussi alcoolique, et ils ont une relation jusqu'à sa mort en 1982 d'une insuffisance rénale à l'âge de 40 ans. Peu de temps après, elle est radiée du barreau pour avoir pratiqué son métier sans cabinet. Dickson Wright raconte qu'au cours de ses années d'alcoolisme, elle a eu des relations sexuelles avec un député derrière le fauteuil du président de la Chambre des communes.  
Au début des années 1980, elle est pendant deux ans cuisinière dans une famille du Sussex jusqu'à son licenciement pour abus d'alcool, à la suite duquel elle est pendant un temps sans abri. Après avoir été accusée de conduite en état d'ivresse, Dickson Wright s'inscrit aux programmes des Alcooliques anonymes. Elle fréquente alors le Promis Recovery Center de Nonington.
Dans son livre de 2009 Rifling Through My Drawers, elle déclare croire en la réincarnation et être une grande fan de chasse,.

### Cuisine et télévision
BBC2 commande une série nommée Two Fat Ladies co-présentée par Clarissa Dickson Wright et Jeniffer PAterson. Quatre saisons sont réalisées et diffusées dans le monde entier. Paterson meurt en 1999 au milieu de la quatrième saison.  

### Fin de carrière
Two Fat Ladies s'arrête après la mort de Paterson. Dickson Wright joue avec Johnny Scott dans Clarissa and the Countryman de 2000 à 2003 et joue dans un épisode de la sitcom Absolutely Fabulous en 2003. 
Dickson Wright est élue rectrice de l'Université d'Aberdeen en novembre 1998, devenant la première rectrice d'université au Royaume-Uni,. Son autobiographie, Spilling the Beans, est publiée en septembre 2007. En 2008, elle présente un documentaire pour la BBC Four, Clarissa and the King's Cookbook, où elle prépare des recettes à partir d'un livre de cuisine datant du règne de Richard II.  
Avec l'entraîneur de chevaux de course Sir Mark Prescott, Clarissa Dickson Wright est accusée de chasse au lièvre avec des chiens dans le Yorkshire du Nord en mars 2007 dans le cadre d'une poursuite privée déposée par le Fonds international pour la protection des animaux en vertu du Hunting Act 2004. Le 1er septembre 2009, les deux accusés plaident coupable et obtiennent une libération absolue devant la cour des magistrats de Scarborough. Ils déclarent avoir été invités à l'événement par le Yorkshire Greyhound Field Trialling Club, qui a déclaré au tribunal qu'il pensait organiser un événement légal en utilisant des chiens muselés.  
En octobre 2012, Dickson Wright apparaît dans l'émission Fieldsports Britain pour discuter des blaireaux et de leur valeur nutritionnelle. En novembre 2012, elle présente une courte série télévisée sur BBC4 consacrée à l'histoire du petit-déjeuner, du déjeuner et du dîner britanniques. Elle soutient le Parti conservateur, et vit à Inveresk, en Écosse.  

## Mort
Clarissa Dickson Wright est hospitalisée début 2014 et meurt à la Royal Infirmary of Edinburgh le 15 mars 2014 d'une maladie non divulguée qui a entraîné sa mort par pneumonie,,. 
Ses funérailles ont lieu à Édimbourg à la  cathédrale St Mary le 7 avril, après quoi elle est incinérée.

## Livres

### Livres de cuisine
- (en) The Haggis: A Short History, Appletree Press Ltd, 3 mai 1996
- Avec Jennifer Paterson : 
  - (en) Two Fat Ladies: Gastronomic Adventures, Ebury Publishing, 3 octobre 1996 (Intitulé Cooking with the Two Fat Ladies dans l'édition américaine)
  - (en) The Two Fat Ladies Ride Again, Ebury Publishing, 4 septembre 1997
  - (en) The Two Fat Ladies Full Throttle, Ebury Publishing, 27 août 1998
  - (en) Two Fat Ladies - Obsessions, Ebury Publishing, 7 septembre 1999
- Avec Henry Crichton-Stuart : (en) Hieland Foodie, National Museums of Scotland, 1er août 1999.
- (en) Living Large: A Life in Recipes, Scotland on Sunday, 1999, 48 p.

- Avec Sir John Scott, Fifth Baronet : 
  - (en) Sunday Roast: The Complete Guide to Cooking and Carving, Headline Publishing Group, 7 octobre 2002
  - (en) The Game Cookbook, Kyle Cathie, 12 août 2004
- (en) Pre-Victorian English Cookery, Macmillan Trade Paperback, 5 mars 2004
- (en) Clarissa's Comfort Food, Kyle Cathie, 4 septembre 2008
- (en) Potty! Clarissa's One Pot Cookbook', Hodder & Stoughton, 16 septembre 2010
- (en) Collectif, The Great British Food Revival, W&N, 3 mars 2011
- (en) Collectif, The Great British Food Revival: The Revolution Continues, W&N, 10 novembre 2011

### Mémoires
- (en) Spilling the Beans, Hodder & Stoughton, 6 septembre 2007
- (en) Rifling Through My Drawers: My Life in a Year, Hodder & Stoughton, 17 septembre 2009
- (en) Ancestors and Rellies, Hodder & Stoughton, juillet 2015 (ISBN 1444784196).

### Divers
- (en) Food: What We Eat and How We Eat, Ebury Publishing, 7 octobre 1999
- Avec Sir John Scott, Fifth Baronet : 
  - (en) Clarissa and the Countryman, Headline Publishing Group, 19 octobre 2000
  - (en) Clarissa and the Countryman: Sally Forth, Headline Publishing Group, 17 décembre 2001
  - (en) A Greener Life: The Modern Country Compendium, F&W Media International (anciennement David & Charles), 31 octobre 2005
- (en) A History of English Food, Random House, 13 octobre 2011[27]
- (en) Clarissa's England, Hodder & Stoughton, 13 septembre 2012